# John B. Goodenough
John Bannister Goodenough, ameriški fizik, nobelovec, * 25. julij 1922, Jena, Nemčija, † 25. junij 2023, Austin, Teksas, ZDA.
Pripisuje se mu velika zasluga za odkritje litij-ionske baterije in za razvoj računalniškega bralno-pisalnega pomnilnika (RAM). Za ta dosežek je leta 2019 prejel Nobelovo nagrado za kemijo.

## Življenje in delo
Rodil se je ameriškima staršema Erwinu Ramsdelu Goodenoughu in Heleni Miriam Goodenough (roj. Lewis).
Ko se je John B. Goodenough rodil, je njegov oče delal doktorat na Harvardu, kasneje je postal profesor za zgodovino religij na Univerzi Yale.
Medtem ko je Goodenough služil v ameriškem Vojnem letalstvu, kot meteorolog, je leta 1943 diplomiral iz matematike na Univerzi Yale. Po drugi svetovni vojni je na Univerzi v Chicagu leta 1951 magistriral še iz fizike in leta 1952 pridobil tudi doktorat. Po končanem doktoratu je v Chicagu srečal Irene Wiseman s katero se je kasneje tudi poročil.
Leta 1952 je postal raziskovalec v Lincolnovemu laboratoriju na Tehnološkem inštitutu Massachusettsa. Tam je imel svoj prvi projekt, kjer je razvijal računalniške spominske centre za zračno obrambo. Leta 1976 je postal profesor na Univerzi v Oxfordu in vodja laboratorija za anorgansko kemijo.
Istega leta je njegov sodelavec M. Stanley Whittingham razvil prvi prototip litij-ionske baterije, ki je bila sestavljena iz litijeve anode in katode z litijevimi ioni, ujetimi med titanovimi disulfidnimi plastmi . Whittinghamov prvi prototip litij-ionske baterije je zelo pripomogel k nadaljnjemu razvoju tehnologije, saj se je baterijo dalo polniti, kar pri drugih baterijah to prej ni bilo mogoče. Whittinghamova Li-ionska baterija je bila dokaj šibka, Goodenough je uspel izboljšati njegov model in sicer z uporabo drugega materiala pri katodnem delu. Goodenough je 1980 ugotovil, da lahko za katodni del pri novem modelu uporabi LixCoO2. Z uporabo novega materiala pri katodnem delu je uspel izboljšati zmogljivostne lastnosti, kot tudi samo maso baterije, ki je bila v primerjavi s prejšnjim prototipom sedaj dosti lažja. Goodenoughovo delo je preko Sony-ja tržil Akira Yoshino, ki je prispeval dodatne izboljšave na anodnem delu baterije.
Goodenough je kasneje, v sklopu teksaške univerze, leta 1986 postal profesor na cockrelški šoli za inženiring na oddelku za strojni in električni inženiring. V času svojega delovanja je nadaljeval s svojim raziskovanjem ionsko prevodnih trdnin in elektrokemijske naprave. S študijo je vztrajal, saj je želel razviti še boljše materiale za baterije, s čimer bi lahko pripomogel k sorazvoju električnih vozil in posledično zmanjšal človeško odvisnost na fosilna goriva.
Arumugam Manthiriam in Goodenough sta odkrila polianionski razred katod. Dokazala sta, da pozitivne elektrode, ki vsebujejo polianione, npr. sulfati, proizvedejo višjo napetost kakor oksidi, zaradi induktivnega učinka polianionov.

## Nagrade in priznanja
Za svoje odkritje na področju baterij je John B. Goodenough prejel kar nekaj nagrad. Leta 2001 je prejel Japonsko nagrado, saj naj bi in še bo njegov izum pripomogel k drastičnemu zmanjšanju emisij CO2. Kasneje leta 2009 je prejel nagrado Enrica Ferma, nato so ga leta 2010 izvolili za tujega člana britanske Kraljeve družbe. Leta 2013 je prejel Nacionalno medaljo za tehniške znanosti, ki mu jo je podelil takratni predsednik ZDA Barack Obama. Prejel je tudi Drapperjevo nagrado za inženiring. Leta 2017 je prejel Welch-evo nagrado iz kemije. Leta 2019 mu je The Royal Society dodelila Copley-evo medaljo, nato pa je The Royal Society ustvarila nagrado za kemijo John B. Goodenough, ki jo bo podeljevala v njegovo čast za področje materialnega inženiringa.
9. oktobra 2019 so John B. Goodenough, M. Stanley Whittingham in Akira Jošino prejeli Nobelovo nagrado za edinstveni izum litij-ionske baterije, ki je veliko doprinesla k sodobni tehniki. Prav zaradi te baterije so omogočile razvoj prenosnih računalnikov, mobilnih telefonov in podobnih naprav, ki jih lahko spraznimo in napolnimo.